# Głęboczek (powiat żniński)
Głęboczek – osada leśna w województwie kujawsko-pomorskim, w powiecie żnińskim, w gminie Rogowo.
W latach 1975–1998 miejscowość administracyjnie należała do województwa bydgoskiego.